# Kim Kirchen
Kim Kirchen (Ciutat de Luxemburg, 3 de juliol del 1978) és un ex-ciclista luxemburguès.

## Ciclisme professional
Va passar a professional l'any 2000 amb el De Nardi-Pasta Montegrappa. El 2001 va fitxar pel Fassa Bortolo, on es va quedar fins a la dissolució de l'equip. El 2006 va fitxar per l'equip alemany T-Mobile Team. La seva primera cursa (amateur) va ser el 1992 a Dommeldange, però la primera victòria com a professional es va fer esperar fins al 2000. Ha estat nomenat Esportista Luxemburguès de l'Any en quatre ocasions: el 2000, 2003, 2004 i 2005. Charly Gaul també ho havia aconseguit dècades abans.
Kirchen és un classicòman amb una bona punta de velocitat, i rendeix millor en curses d'un dia amb recorreguts durs. El seu millor resultat en una gran clàssica és un segon lloc a la Fletxa Valona 2005, guanyada per Danilo Di Luca. Fou competitiu en curses per etapes: va guanyar la Volta a Polònia 2005 i ha aconseguit segons llocs a curses tan prestigioses com la Tirrena-Adriàtica o la Volta a Suïssa. Es va retirar en 2010 a causa de problemes cardíacs.

## Palmarès
- 1996
  - 1r al Gran Premi General Patton
- 1999
  -  Campió de Luxemburg en ruta
  - 1r a la Fletxa del sud
  - 1r al Gran Premi François-Faber
- 2000
  - 1r al Trofeu Piva
- 2001
  - Vencedor d'una etapa de la Volta a Luxemburg
- 2002
  - 1r a la Volta als Països Baixos
  - 1r al Tour de Berna
- 2003
  - 1r a la París-Brussel·les
- 2004
  -  Campió de Luxemburg en ruta
  - Vencedor d'una etapa de la Volta a Luxemburg
- 2005
  - 1r a la Volta a Polònia i vencedor d'una
  - 1r al Trofeu Laigueglia
  - 1r al Gran Premi Chiasso
  - Vencedor d'una etapa de la Settimana Ciclistica Internazionale
- 2006
  -  Campió de Luxemburg en ruta
  - Vencedor d'una etapa de la Volta a Luxemburg
- 2007
  - Vencedor d'una etapa al Tour de França[2]
- 2008
  -  Campió de Luxemburg de CRI
  - 1r a la Fletxa Valona
  - Vencedor de 2 etapes de la Volta a Euskadi
  - Vencedor d'una etapa a la Volta a Suïssa
- 2009
  -  Campió de Luxemburg de CRI
  - Vencedor d'una etapa a la Volta a Suïssa

### Resultats al Tour de França
- 2004. 63è de la classificació general
- 2005. Abandona (11a etapa)
- 2007. 7è de la classificació general. Vencedor d'una etapa
- 2008. 8è de la classificació general. Porta el mallot groc durant 4 etapes
- 2009. 57è de la classificació general

### Resultats al Giro d'Itàlia
- 2003. 29è de la classificació general

### Resultats a la Volta a Espanya
- 2009. No surt (6a etapa)